# Trematopygodes auriculator
Trematopygodes auriculator là một loài tò vò trong họ Ichneumonidae.